# Johannes Killert
Johannes Killert (* 25. April 1914 in Kostanai, Russisches Kaiserreich, heute Kasachstan, † nach 1980) war ein deutscher Schauspieler bei Bühne, Film und Fernsehen sowie ein Theaterregisseur.

## Leben und Wirken
Killert studierte in Danzig Zeitungswissenschaft und Dramaturgie an der Kunstakademie, nahm anschließend Schauspielunterricht und erhielt am dortigen Staatstheater 1938 sein erstes Festengagement. Es folgten bis zur Schließung aller deutscher Bühnen im Spätsommer 1944 Verpflichtungen nach Bremen und Konstanz. Nach 1945 ging Killert nach Heidelberg, wo er erstmals auch Regie führen durfte, sowie nach Gießen, Essen, Münster (wo er an den Städtischen Bühnen erneut Regie führte), Hamburg, Frankfurt und Zürich.
Immer wieder teilte er seine Zeit zwischen Schauspiel und Regie auf. Zu den von Killert inszenierten Stücken gehören die Operette Maske in Blau, Sternheims Lustspiel Die Hose, Pagnols Madame Aurélie und Kleists Der Prinz von Homburg. Seine letzten Theaterstationen Ende der 1960er, Anfang der 1970er Jahre waren Basel und Marburg.
Vor der Kamera seit 1957 stehend, hat Johannes Killert nur in einigen wenigen Fernsehfilmen und einer einzigen Kinoproduktion mitgewirkt. Von einer aristokratischen Erscheinung gesegnet, war er mit seinem Sir John in Georg Wildhagens Umsetzung von Oscar Wildes Eine Frau ohne Bedeutung 1969 die Idealbesetzung. Wann Killert starb ist derzeit unbekannt.

## Filmografie
- 1957: Winnetou
- 1961: Die Schatten werden länger
- 1968: Nicht zuhören, meine Damen!
- 1969: Eine Frau ohne Bedeutung
- 1971: Die Untaten des Fräulein Mikova
- 1981: Derrick (TV-Serie, eine Folge)